# Manticore Records
Pour les articles homonymes, voir Manticore (homonymie).
Manticore Records est un label discographique britannique, basé à Londres, Angleterre, actif entre 1973 et 1977. Le label est relancé en 2017. La manticore est présentée dans les dessins de la pochette du deuxième album d'ELP, Tarkus.

## Histoire
Manticore Records est fondé en 1973 par le trio Emerson, Lake and Palmer.
Initialement, le label était détenu conjointement avec Island, mais ce partenariat est dissous et le label commence à être distribué par Atlantic de 1973 à 1975. Ensuite, Motown assure la distribution de 1975 jusqu'à la fermeture du label en 1977. Bien que Manticore soit disparu depuis 1977, la plupart de ses enregistrements sont réédites par d'autres labels. 
Le label est relancé en 2017 avec l'autorisation de la succession de Greg Lake, indiquant que l'un de ses derniers souhaits était de ramener le label. Live in Piacenza de Greg Lake, enregistré lors de sa tournée au Théâtre municipal de Plaisance en Italie le 28 novembre 2012, est la première sortie sur la nouvelle incarnation de Manticore. Un artiste envisagé par le label, mais qui n'a pas été signé par la suite, est Steve Swindells dont le premier LP, Messages, est publié par RCA. Swindells rejoindra ensuite Pilot, et les Hawklords.

## Groupes et artistes
Groupes et artistes qui ont collaboré avec Manticore Records :
- Peter Sinfield - poète et parolier de King Crimson puis du trio ELP ;
- Badfinger - groupe gallois de pop ;
- Hanson (en) - groupe britannique de rock ;
- Gerry Goffin - auteur-compositeur américain ;
- Mary Hopkin - chanteuse et guitariste galloise ;
- Modern Jazz Quartet - groupe américain de jazz ;
- Premiata Forneria Marconi - groupe italien de rock progressif ;
- Banco del Mutuo Soccorso - groupe italien de rock progressif ;
- Marva Jan Marrow (it) - chanteuse et auteure-compositrice-interprète américaine ;
- Stray Dog (en) - groupe américain de rock ;
- Little Richard - pianiste, chanteur et auteur-compositeur-interprète américain ;
- Kris Kristofferson - chanteur et auteur-compositeur-interprète américain ;
- Keith Christmas (en) - chanteur et auteur-compositeur-interprète américain.